# Lamellaria latens
Lamellaria latens is een slakkensoort uit de familie van de Velutinidae. De wetenschappelijke naam van de soort werd in 1776 voor het eerst geldig gepubliceerd door Otto Friedrich Müller.